# Heliura thalassica
Heliura thalassica là một loài bướm đêm thuộc phân họ Arctiinae, họ Erebidae.